# Oxyethira simulatrix
Oxyethira simulatrix är en nattsländeart som beskrevs av Oliver S. Flint Jr. 1968. Oxyethira simulatrix ingår i släktet Oxyethira och familjen smånattsländor. Utöver nominatformen finns också underarten O. s. cubana.